# Mistrzostwa Polski w Narciarstwie 1926
Mistrzostwa Polski w Narciarstwie 1926 – zawody sportowe, które odbyły się w 1926 w konkurencjach narciarskich w Polsce.

## Medaliści
| Dyscyplina               | Złoto                                | Srebro                            | Brąz                                 |
| Kombinacja norweska      | František Wende HDW, Czechosłowacja  |                                   |                                      |
| Bieg seniorów na 16 km   | Otakar Německý CSL, Czechosłowacja   |                                   |                                      |
| Skoki seniorów (wszyscy) | František Wende HDW, Czechosłowacja  | Hans Rattay Austria               | Andrzej Krzeptowski I Sokół Zakopane |
| Skoki seniorów (Polacy)  | Andrzej Krzeptowski I Sokół Zakopane | Henryk Mückenbrunn SNPTT Zakopane | Józef Bujak Sokół Zakopane           |
| Bieg kobiet              | Janina Loteczkowa KTN Lwów           | Wanda Czarnocka AZS Warszawa      |                                      |
| Bieg rozstawny 5 x 10 km | SNPTT Zakopane                       |                                   |                                      |